# Spaczenie przekroju
Spaczenie przekroju ciała, zwane też jego deplanacją, polega na tym, że punkty leżące w początkowo płaskim przekroju doznają przemieszczeń do niego prostopadłych, w wyniku działających na ciało obciążeń. W efekcie deplanacji płaszczyzna przekroju przekształca się w pewną powierzchnię określoną przez odpowiednią funkcję spaczenia.
Efekt deplanacji jest bezpośrednio związany z występowaniem naprężeń stycznych odpowiedzialnych za deformację kształtu ciała.